# واترساید، دونبارتونشر شرقی
واترساید (به انگلیسی: Waterside) یک روستا در بریتانیا است که در اسکاتلند واقع شده‌است.